# André Fomitschow
André Fomitschow (Dresde, Alemania, 7 de septiembre de 1990) es un futbolista alemán. Juega de defensor y su equipo es el FSV Jägersburg de la Oberliga Rheinland-Pfalz/Saar.

## Clubes
| Club                     | País         | Año       |
| ------------------------ | ------------ | --------- |
| VfL Wolfsburgo II        | Alemania     | 2009-2012 |
| Fortuna Düsseldorf       | Alemania     | 2012-2014 |
| Energie Cottbus (cedido) | Alemania     | 2013-2014 |
| 1. F. C. Kaiserslautern  | Alemania     | 2014-2016 |
| NEC Nimega               | Países Bajos | 2016-2017 |
| H. N. K. Hajduk Split    | Croacia      | 2017-2019 |
| FSV Jägersburg           | Alemania     | 2021-     |